# Bârsana
Bârsana alte Schreibweise Bîrsana [ˈbɨrsana] (ungarisch Barcánfalva) ist eine Gemeinde im Kreis Maramureș in Rumänien.

## Lage
Bârsana liegt etwa 18 km südöstlich der Stadt Sighetu Marmației im Tal des Flusses Iza.

## Gliederung
Außer dem eigentlichen Ort Bârsana gehört zur Gemeinde noch das westlich gelegene Dorf Nănești. Die früher ebenfalls von Bârsana aus verwaltete Ortschaft Oncești bildet seit 2004 eine eigene Gemeinde.

## Geschichte
Der Ort wurde 1326 als „terram Zurduky“ erstmals urkundlich erwähnt. Er war über mehrere Jahrhunderte Teil des Komitats Maramuresch und damit des Königreichs Ungarn. Nach dem Ersten Weltkrieg gelangte er zu Rumänien.
2004 wurde die heutige Nachbargemeinde Oncești aus Bârsana ausgegliedert.

## Bevölkerung
Seit Beginn der offiziellen Volkszählungen im Jahr 1850 war die Gemeinde überwiegend von Rumänen bewohnt. Bis zum Zweiten Weltkrieg stellten Juden die größte Minderheit (etwa 10–15 Prozent). Inzwischen sind die Bewohner von Bârsana nahezu ausschließlich Rumänen; 2002 wurden in der Gesamtgemeinde vier Ungarn und sechs Ukrainer erfasst. Im Ort Bârsana selbst lebten im Jahr 2002 4270 Bewohner. Ähnliches gilt für den eingemeindeten Ort Nănești, der 2002 533 Einwohner zählte.

## Verkehr
Bârsana liegt an der Kreisstraße (drum județean) DJ186, die von Vadu Izei nach Săcel führt und damit die Städte Sighetu Marmației und Borșa miteinander verbindet. In diese Städte bestehen regelmäßige Busverbindungen. Der nächste Bahnhof befindet sich ca. 13 km nordöstlich des Ortes an der Bahnstrecke Valea Vișeului–Borșa.

## Sehenswürdigkeiten
Abgesehen von der landschaftlich attraktiven Lage ist touristischer Hauptanziehungspunkt die 1720 errichtete Holzkirche „Intrarea Maicii Domnului în Biserică“ in der Ortsmitte von Bârsana. 1999 war sie eine der acht Holzkirchen in der Maramureș, die in die Welterbe-Liste der UNESCO aufgenommen wurde.
Das am südöstlichen Ortsrand gelegene Kloster Mănăstirea Bârsana wurde 1390 erstmals erwähnt, jedoch um 1800 verlassen und abgetragen. Die heute auf dem Gelände befindlichen Gebäude wurden seit 1993 in der herkömmlichen Holzbauweise errichtet. Heute werden sie als Rumänisch-Orthodoxes Nonnenkloster genutzt.

### Die Holzkirche in Bârsana

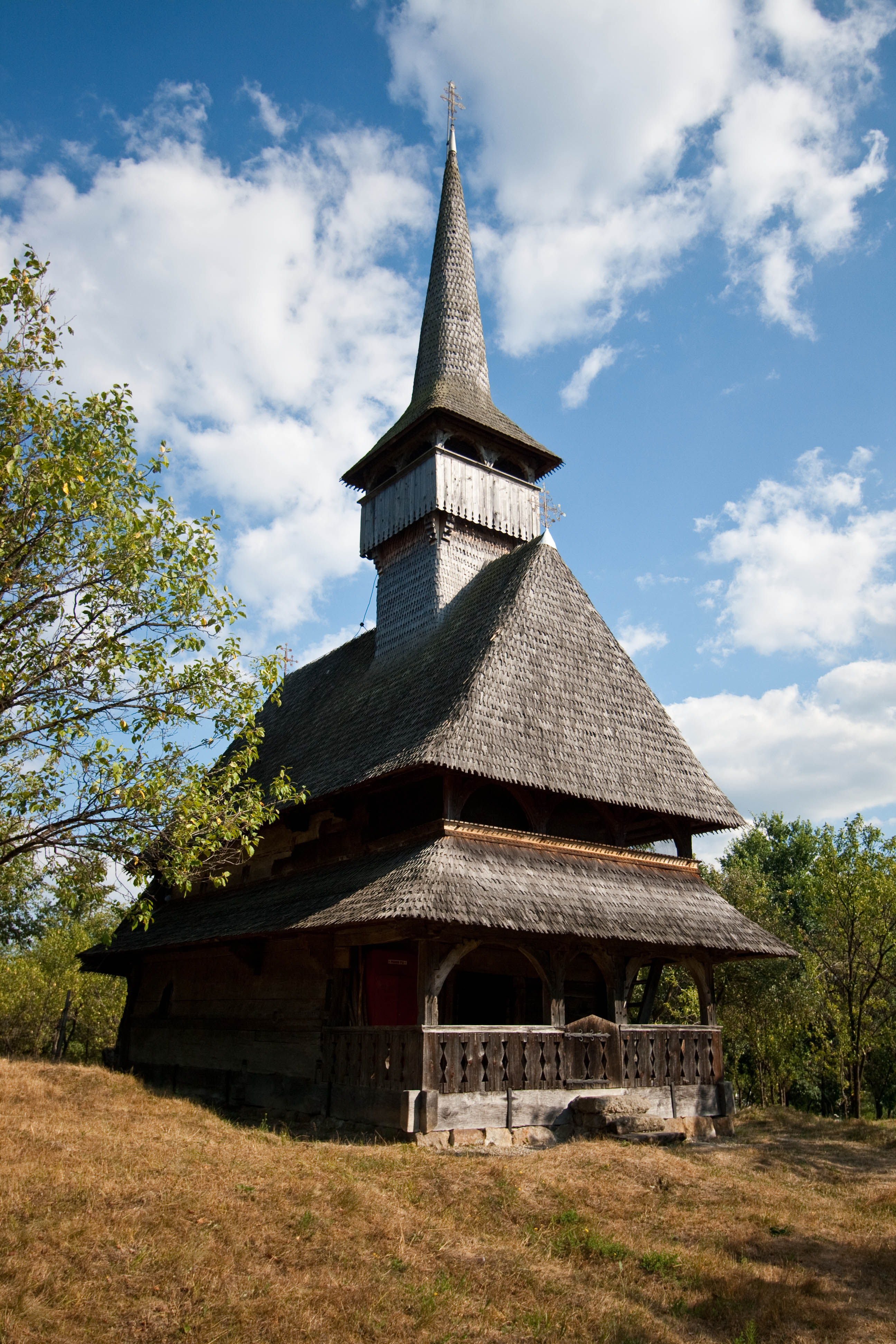
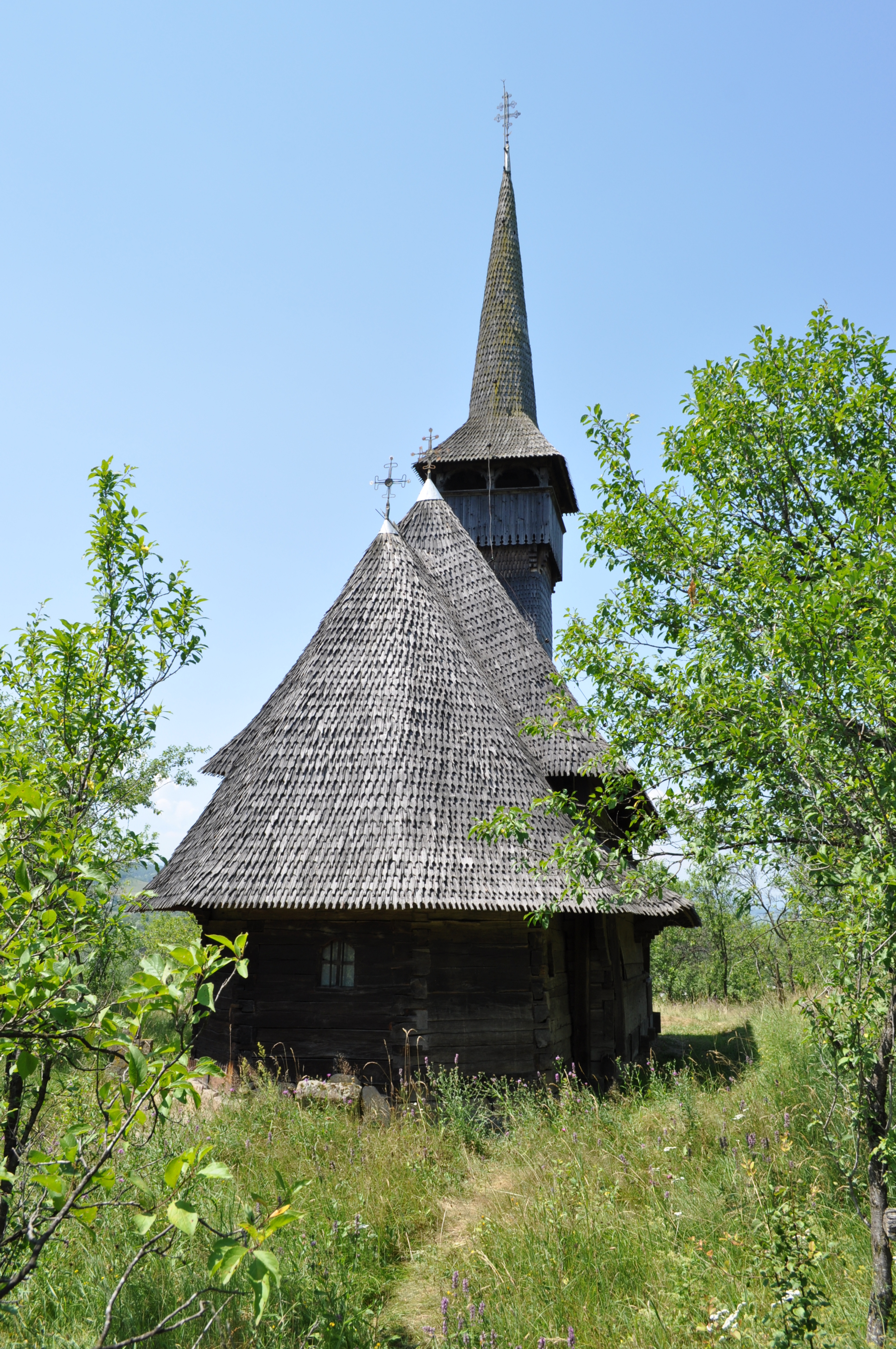
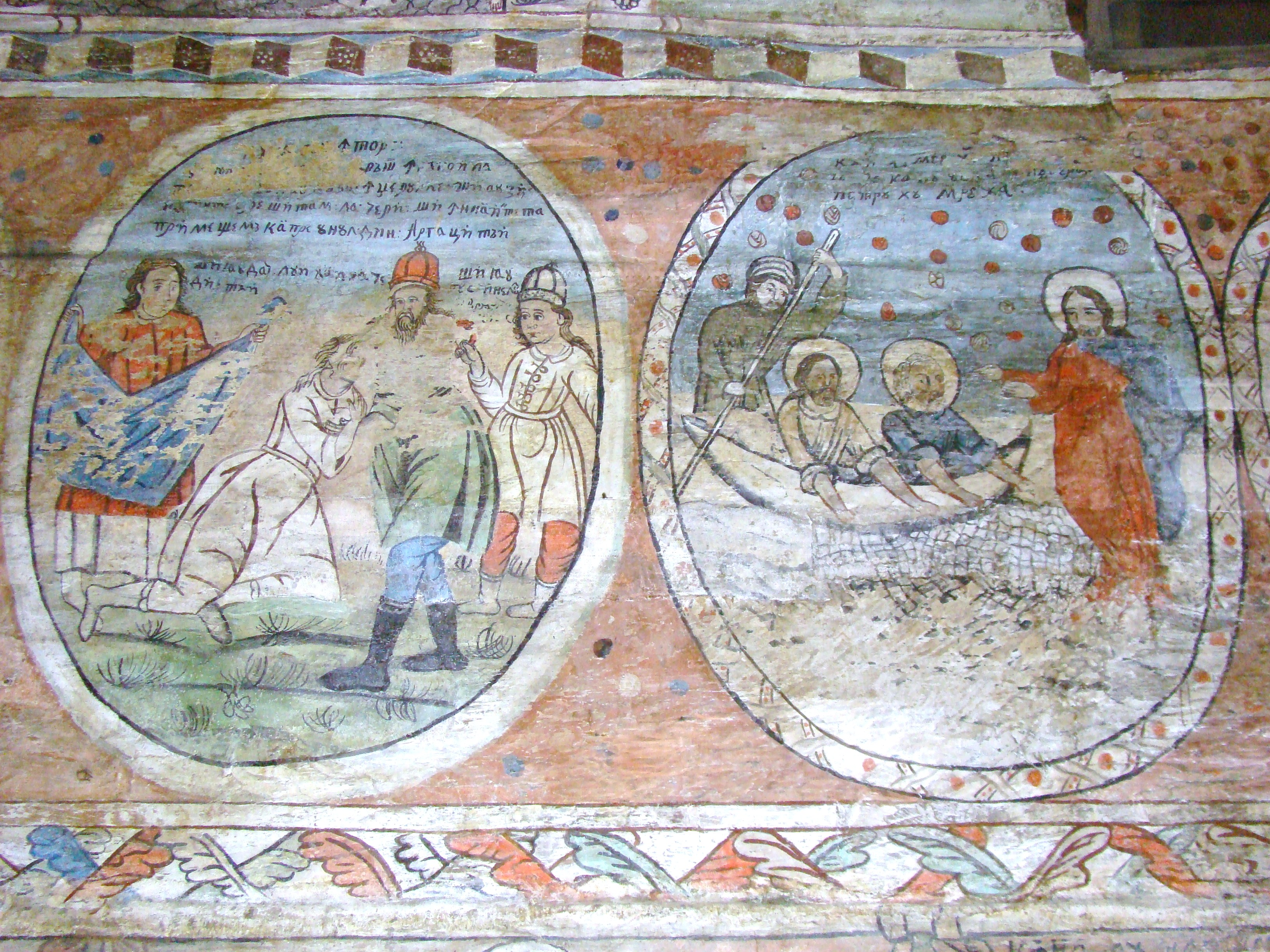
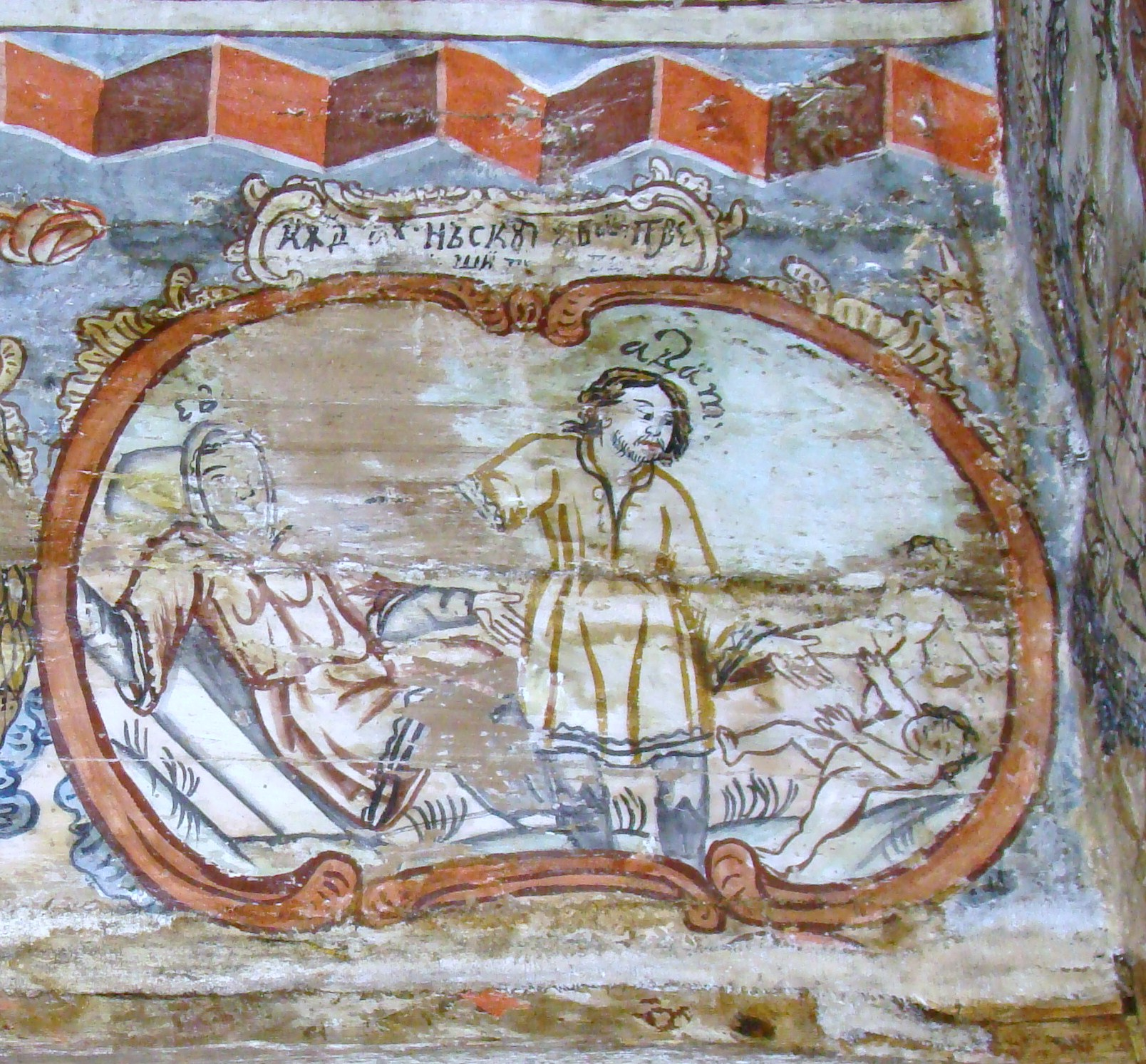
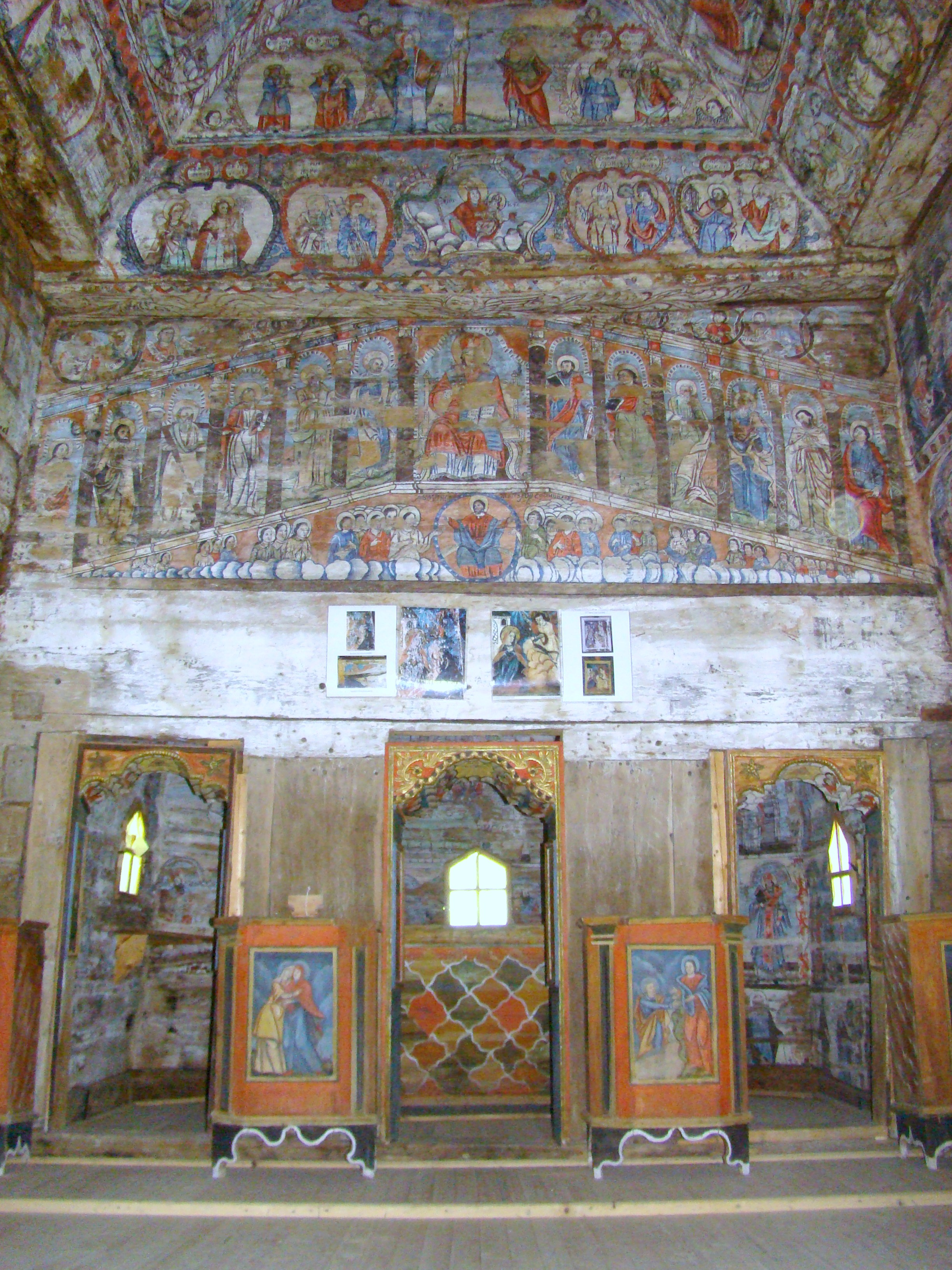

### Das Kloster Bârsana

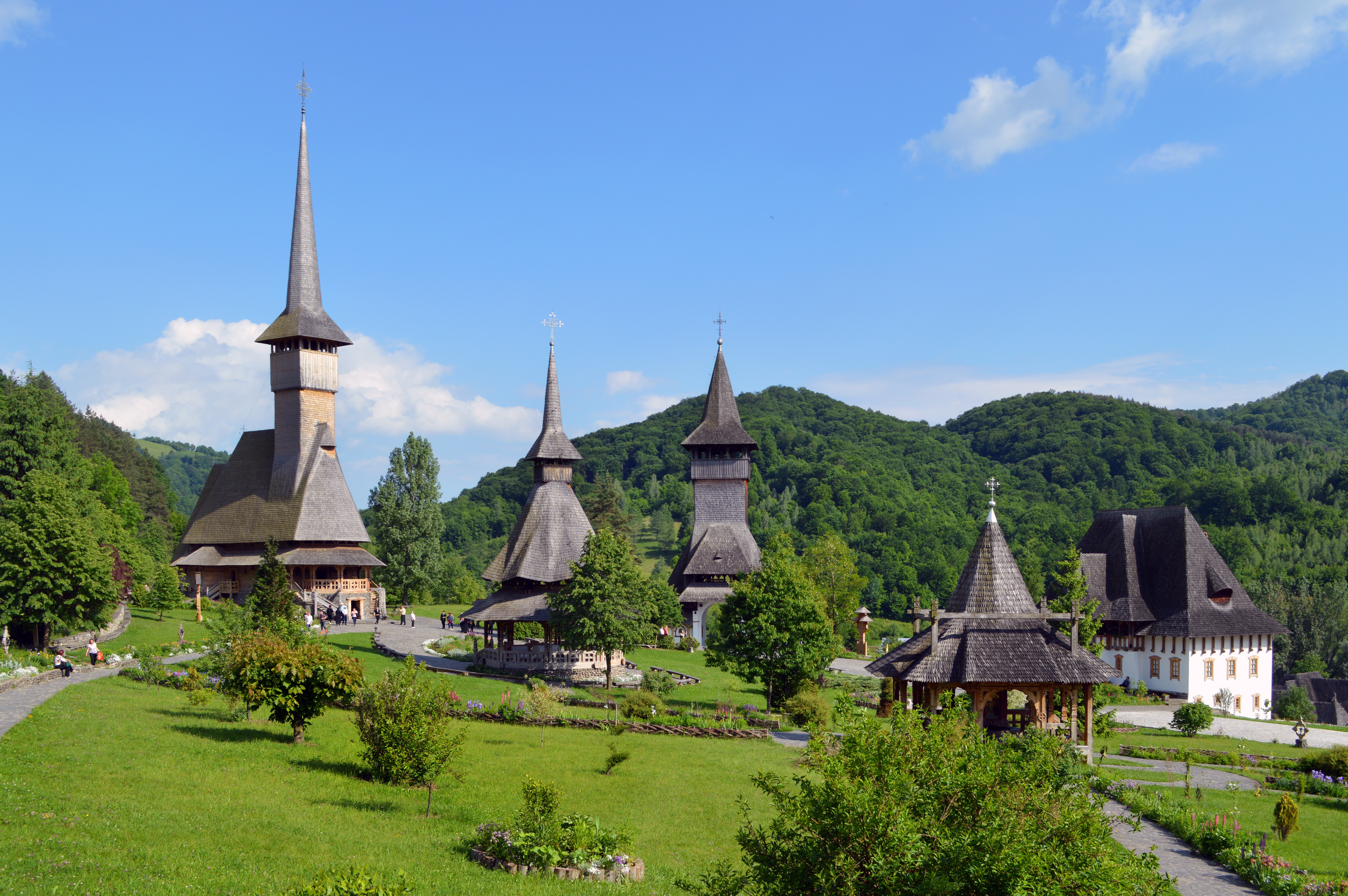
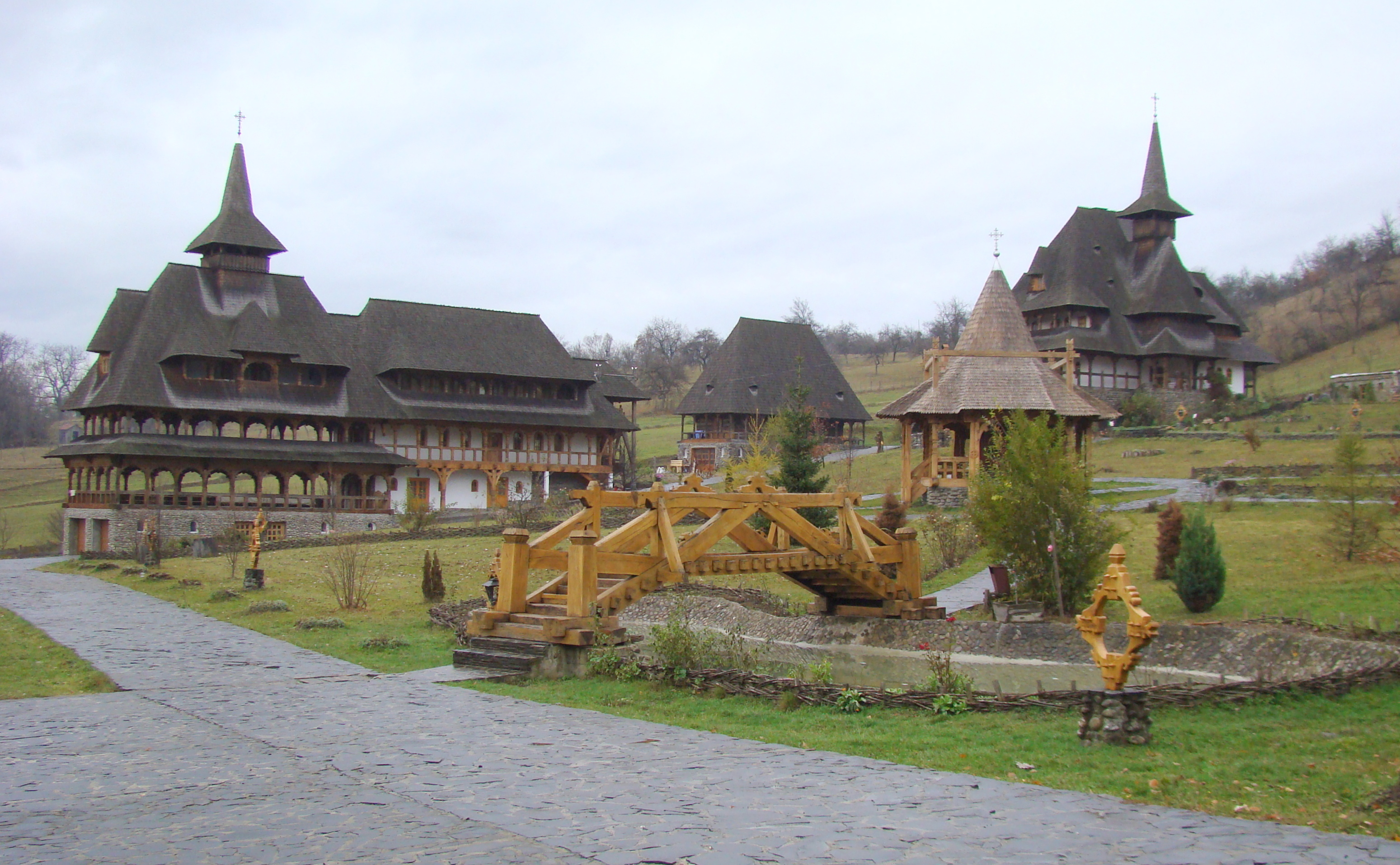
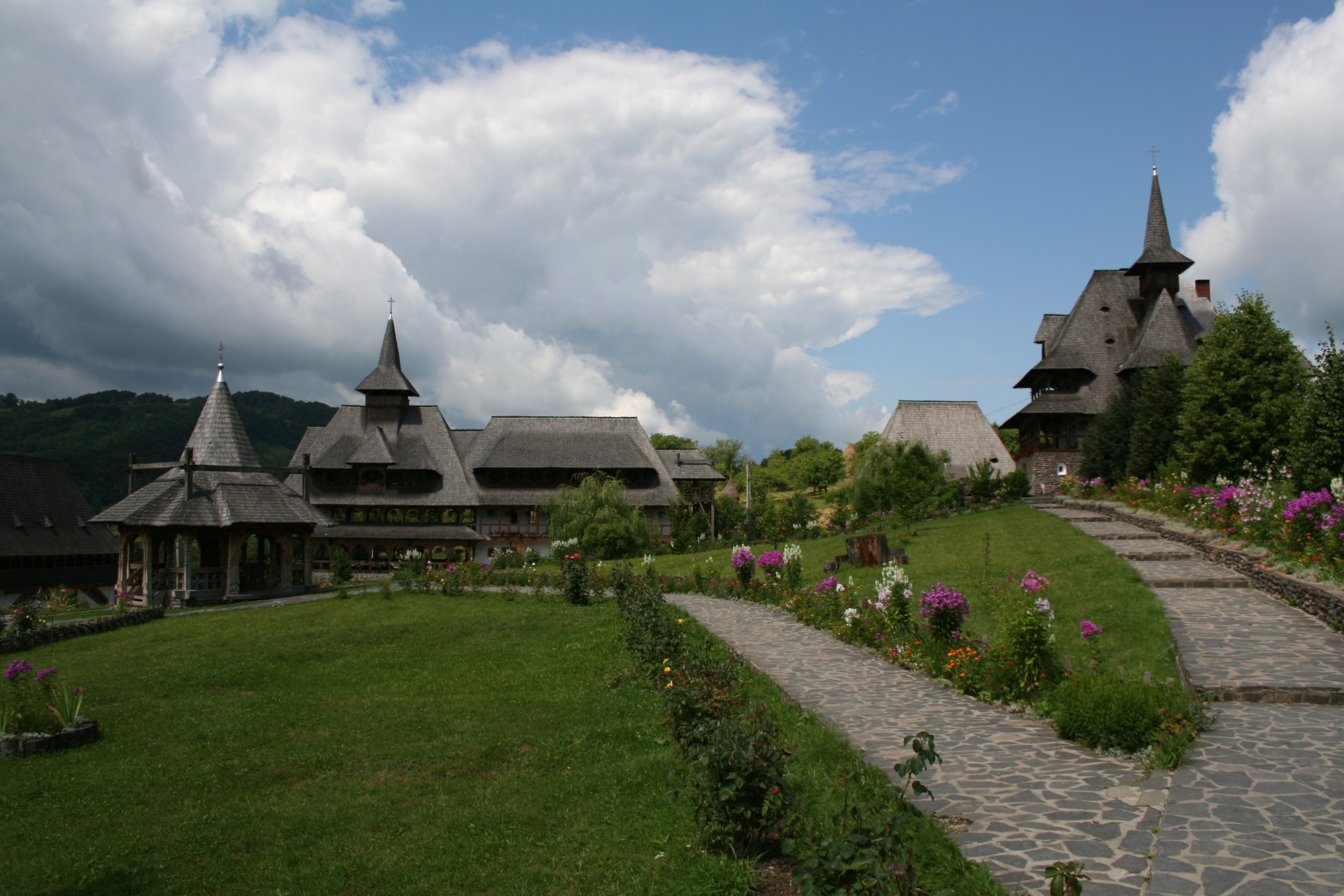
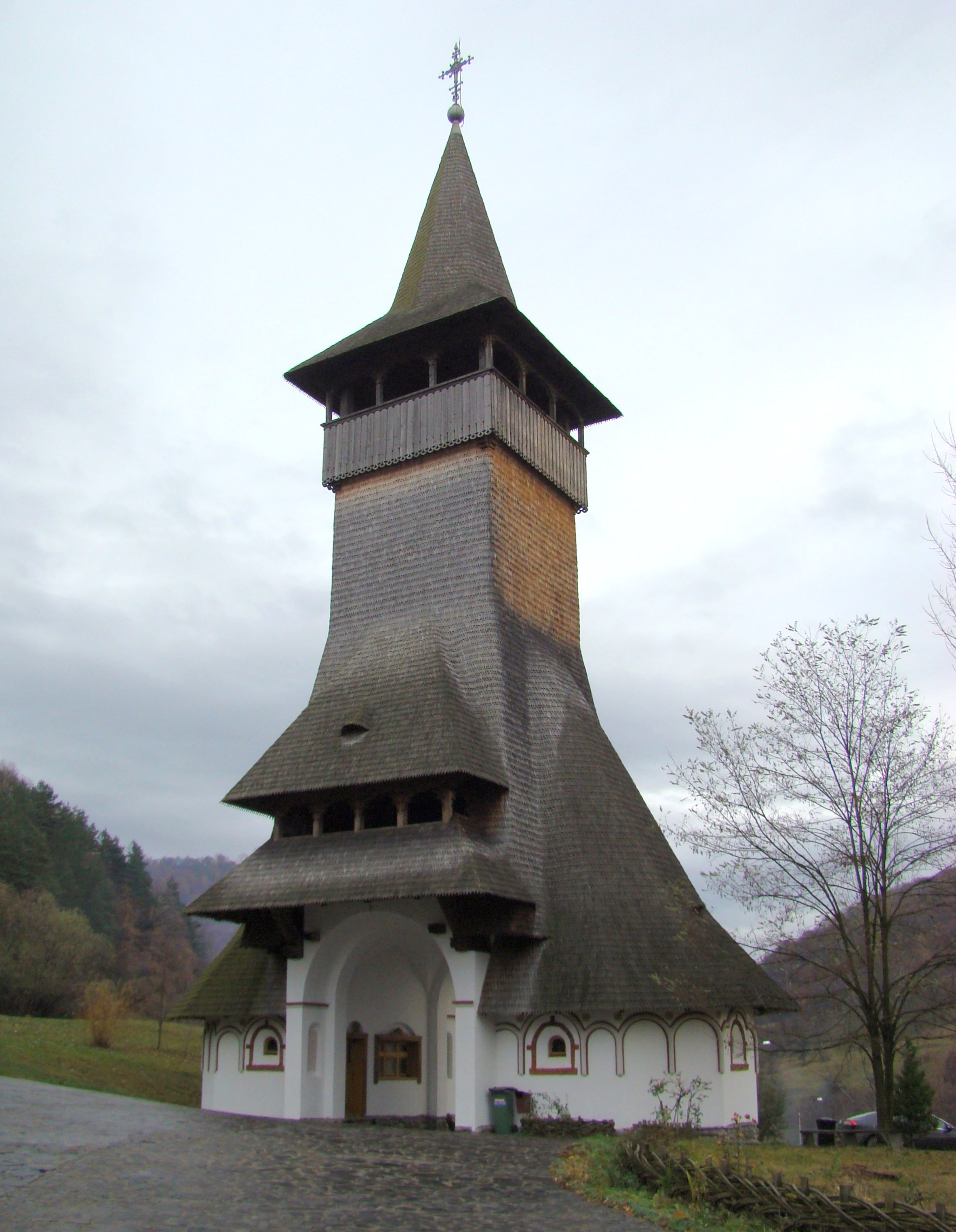
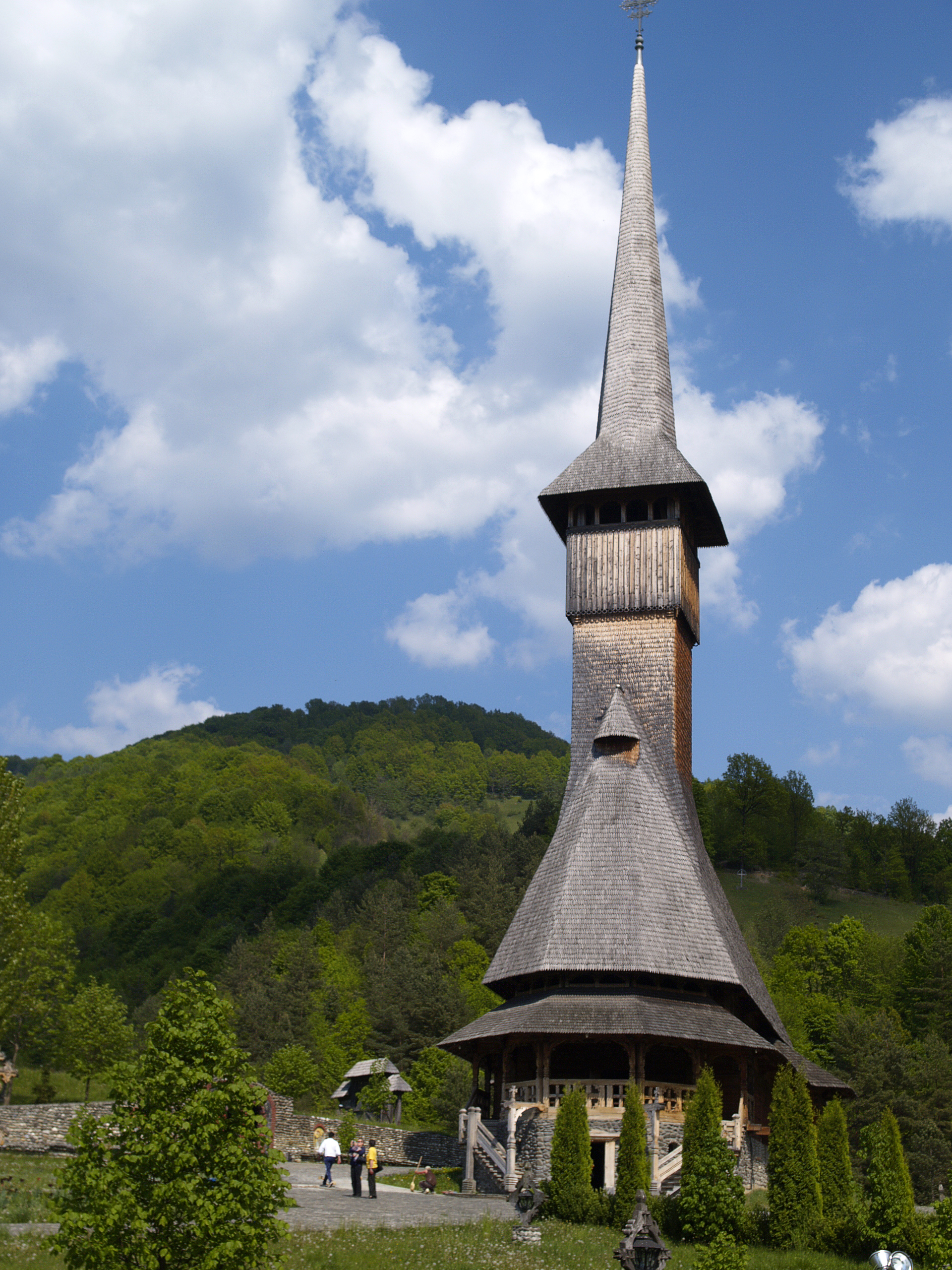